# 阮福膺苹
阮福膺苹（越南语：／；1877年3月9日—1961年4月4日），號叔埜氏（越南语：／），绥理王阮福绵寊的孙子，协佐大學士阮福洪蔎的次子。越南阮朝宗室、诗人。

## 生平
嗣德三十年（1877年），阮福膺苹生於順化葦野社。年輕的時候曾在越南國內遊歷，成泰九年（1897年），進入順化國子監讀書。維新三年（1909年），膺苹參加承天場鄉試，考中舉人。
維新五年（1911年），膺苹任和榮知縣。維新九年（1915年），升任奠磐知府。啟定二年（1917年），改任河中知府。次年（1918年），任兵部員外郎。啟定六年（1921年），改任肇豐知府。次年（1922年），升廣平按察使。保大元年（1926年），陞學部侍郎，充任古學院纂修。保大二年（1927年），改任河靜布政使。保大三年（1928年），升任河靜巡撫。保大五年（1930年），又任國史館纂修，後又改承天府尹。保大六年（1931年），改任富安巡撫。保大七年（1932年），改任承天府尹。保大八年（1933年），以尚書銜致事。
保大十四年（1939年），膺苹擔任中圻國語傳播會會長。保大十五年（1940年）至二十年（1945年）期間，擔任中圻民表院院長。保大十八年（1943年），晉陞為協佐大學士。
第二次世界大战结束后，阮福膺苹一直生活在顺化，直到他1961年在葦野家中去世。

## 著作

### 汉文
- 《鹿鳴亭詩草》

### 越南文
- 《情叔埜》（1942）
- 《半盆模盃》（1954）
- 《代叔埜》（1961）
- 《㗂飲香江》（1972）

## 家庭
阮福膺苹和妻子黄氏坚共生有2子1女。
- 子
  - 阮福宝德
  - 阮福宝芭
- 女
  - 阮氏喜康